# Lista de membros da Royal Society eleitos em 1993
Esta é uma lista de Membros da Royal Society eleitos em 1993.

## Fellows of the Royal Society (FRS)
1. Franz Daniel Kahn (1926-1998)[2]
2. Colin Patterson (1933-1998)[3]
3. David George Crighton (1942-2000)[4]
4. Sir Howard Dalton (m. 2008)
5. Geoffrey Dearnaley (m. 2009)[5]
6. Alan Astbury
7. Alan David Baddeley
8. Frederick Michael Burdekin
9. Lennart Axel Edvard Carleson
10. Timothy Hugh Clutton-Brock
11. Richard Anthony Crowther[6]
12. Richard Robert Ernst
13. Martin Evans[7]
14. Ian Fleming
15. Ludwig Edward Fraenkel
16. Sir Richard Henry Friend
17. Christopher John Raymond Garrett
18. Keith Glover
19. Michael George Hall
20. Roger Heath-Brown
21. John Hughes
22. Robin Francis Irvine
23. Patricia Jacobs
24. Michael Joseph Kelly
25. Kevin Kendall
26. Trevor Lamb[8]
27. Sydney Leach
28. Angus Macintyre
29. Michael Neuberger
30. Ian Newton
31. Colin Pillinger[9][10]
32. Ghillean Tolmie Prance
33. Edward Osmund Royle Reynolds
34. John David Rhodes
35. James Cuthbert Smith
36. Brian Geoffrey Spratt
37. David John Stevenson
38. Bruce Stillman
39. Andrew James Thomson
40. Peter John Twin
41. Anthony Edward Walsby
42. John William White

## Foreign Members (ForMemRS)
1. Bruce Alberts[11]
2. Jean-Marie Lehn[12]
3. Motoo Kimura (1924-1994)[13]
4. Edwin Ernest Salpeter (d. 2008)[14]